# Matriu de recompenses
En teoria de jocs, la  matriu de pagaments (de vegades també anomenada  matriu de recompenses) és una matriu que resumeix la informació donada per les funcions de pagament, en un joc rectangular o en un joc extensiu en la seva forma normal.

## Matriu de pagaments per a jocs bipersonals de suma zero
Ja sigui (N, Dj, φj) un joc rectangular, bipersonal i de suma zero (és a dir, aquell en què el guany d'un jugador és igual a la pèrdua de l'altre), si nim denoten la quantitat d'estratègies del jugador 1 i 2 respectivament, llavors la matriu de pagaments del joc, de mida nxm, es defineix d'entrada a entrada com:
{\displaystyle a_{ij}=\varphi _{1}((i),(j))},
és a dir, en l'entrada i, j representarà el pagament que resulta per al jugador 1 quan aquest va seguir la seva estratègia i i el jugador 2, per la seva banda, va usar l'estratègia j. Per a aquest tipus de jocs si es coneixen els pagaments del jugador 1 és suficient per saber quins són els pagaments del jugador 2, de manera que la matriu resumeix tota la informació necessària per calcular aquests pagaments.

### Exemple
Si es considera el joc pedra, paper o tisora, en què el perdedor ha de pagar una unitat monetària al guanyador i en cas d'empat no hi ha pagament per cap, amb la següent taula es pot considerar una matriu de pagaments per al joc:
|        | Pedra | Paper | Tisora |
| Pedra  | 0     | -1    | +1     |
| Paper  | +1    | 0     | -1     |
| Tisora | -1    | +1    | 0      |

Si numerem les estratègies pedra, paper i tisora com 1, 2 i 3 respectivament, la matriu de pagaments serà per definició:
{\displaystyle \mathbb {A} =\;{\begin{pmatrix}0&-1&1\\1&0&-1\\-1&1&0\\\end{pmatrix}}}

## Matriu de pagaments per a jocs bipersonals
En general no és possible saber quin és el pagament per al jugador 2 coneixent només els pagaments del jugador 1. Quan el joc no és de suma zero, una matriu amb entrades unidimensionals no pot mostrar tota la informació sobre els pagaments; per aconseguir-ho és necessari introduir un vector bidimensional (que representarà el pagament per al jugador 1 i 2, respectivament) en cada entrada de la matriu. En fórmules, això vol dir que la matriu de pagaments per a un joc bipersonal en general està donada per:
{\displaystyle a_{ij}=(\varphi _{1}((i),(j)),\varphi _{2}((i),(j)))},
és a dir, respecte de l'entrada i, j serà el vector  (a, b) , en què a  és el pagament per al jugador 1 i  b  és el pagament per al jugador 2, quan el jugador 1 tria l'estratègia  i  i el jugador 2, per la seva banda, tria l'estratègia  j .

### Exemple
En el joc de pedra paper o tisora es poden canviar els pagaments per fer-ho un joc de suma diferent de zero. El lector d'aquesta entrada ha de suposar ara que una persona externa al joc paga una unitat monetària al guanyador, mentre que el perdedor no paga res. En cas d'empat, cap dels dos guanya res. Si es tornen a numerar les estratègies pedra, paper i tisora amb 1, 2 i 3 respectivament, llavors la matriu de pagaments del joc és donada per:
{\displaystyle \mathbb {A} =\;{\begin{pmatrix}(0,0)&(0,1)&(1,0)\\(1,0)&(0,0)&(0,1)\\(0,1)&(1,0)&(0,0)\\\end{pmatrix}}}
Per descomptat, la matriu de pagaments de qualsevol joc de suma zero es pot expressar de la mateixa manera, però en aquests casos hi haurà informació duplicada. En el primer exemple la matriu de pagament general per a jocs bipersonals resultaria:
{\displaystyle \mathbb {A} =\;{\begin{pmatrix}(0,0)&(-1,1)&(1,-1)\\(1,-1)&(0,0)&(-1,1)\\(-1,1)&(1,-1)&(0,0)\\\end{pmatrix}}}
Cal notar que en ser de suma zero la segona entrada de cada vector és justament l'invers additiu de la primera entrada. Per aquest motiu, per a jocs de suma zero és suficient conèixer només un dels components i que s'elimini l'altre.

## Matriu de pagaments per a jocs n-personals
És possible generalitzar el concepte de matriu de pagaments a diversos jugadors. Sigui {\displaystyle (N,D_{j},\varphi _{j})} un joc rectangular, en el qual N és el nombre de jugadors. Sigui {\displaystyle n_{k}} el nombre d'estratègies del jugador k. Llavors la matriu de pagaments del joc serà una matriu N-dimensional de mida {\displaystyle n_{1}xn_{2}x...xn_{N}} i amb entrades en ℝ {\displaystyle ^{N}} donades per:
{\displaystyle a_{i_{1}i_{2}...i_{N}}=(\varphi _{1}(I_{1},I_{2},...,i_{N}),\varphi _{2}(I_{1},I_{2},...,i_{N}),...,\varphi _{N}(I_{1},I_{2},...,i_{N}))}
En aquest cas, el significat intuïtiu de la fórmula és el mateix que en el cas bidimensional. ja que és impossible exemplificar gràficament la matriu de múltiples dimensions.

## Matriu de pagaments per a jocs en forma extensiva
Molts dels models de la teoria de jocs no es poden expressar com un joc rectangular i cal plantejar-los com jocs extensius. En aquests casos també hi ha una matriu de pagaments associada al joc, i resulta ser la matriu de pagaments del joc en la seva forma normal.

## Matrius de pagaments i equilibris de Nash
Moltes vegades la matriu de pagaments d'un joc és molt útil per calcular els seus equilibris de Nash en estratègies pures. En els jocs bipersonals de suma zero els equilibris de Nash (si existeixen) es troben buscant entrades que siguin punts cadira de la matriu de pagaments. Intuïtivament, un punt cadira d'una matriu és aquella entrada que sigui alhora la menor de la seva línia i la major de la seva columna.
Per al cas de jocs rectangulars bipersonals de suma distinta de zero, els equilibris de Nash se solen trobar per simple inspecció de la matriu recordant la definició d'equilibri de Nash.

### Exemples
Pedra, paper o tisora
Cal considerar novament el joc de pedra, paper o tisora en la seva forma de suma zero. En aquest cas el joc no té equilibris de Nash en estratègies pures, ja que la seva matriu de pagaments no té una entrada que sigui simultàniament la menor de la seva línia i la major de la seva columna.
 Dilema del presoner
Ara, cal considerar el dilema del presoner, amb dues estratègies cadascun (confessar (1) i no confessar (2) en els dos casos), i pagaments donats per la matriu de pagaments:
{\displaystyle \mathbb {A} =\;{\begin{pmatrix}(6,6)&(0,10)\\(10,0)&(2,2)\\\end{pmatrix}}}
Les entrades representen el nombre d'anys de presó que rebrà cada pres d'acord amb l'estratègia que hagin triat per separat. És clar que cada pres busca quedar-se el menor temps a la presó i, per tant, el seu objectiu és minimitzar els pagaments donats per la matriu. S'observa que el pagament per l'estratègia (confessar, confessar) (representat per l'entrada 2,2 en la matriu) és un equilibri de Nash, ja que cap jugador pot millorar el seu pagament canviant la seva estratègia mentre l'altre mantingui la seva.